# سيغفريد هيلت
سيغفريد هيلت (بالألمانية: Sigfried Held)‏ (مواليد 7 أغسطس 1942) هو لاعب كرة قدم. يلعب مع منتخب ألمانيا الغربية لكرة القدم. سبق له أن لعب في كأس العالم لكرة القدم مع منتخب بلاده.

## مسيرته الكروية
لعب سيغفريد هيلت خلال مسيرته الاحترافية مع 3 أندية في ثمانية عشر موسمًا وسجل خلالها 101 هدف ضمن 542 مباراة. ولم يفز بأي موسم بالكأس أو بالدوري.
خاض سيغفريد هيلت مسيرته مع نادي كيكرز أوفنباخ في موسم 1963–64 في المرة الأولى ولمدة موسمين ثم في موسم 1971–72 ليلعب معه ستة مواسم، مشاركًا طوالها في 253 مباراة سجل خلالها 54 هدفًا. ثم انتقل إلى نادي بوروسيا دورتموند للفورميلا في موسم 1965–66 في المرة الأولى ليلعب معه ستة مواسم ثم في موسم 1977–78 ولمدة موسمين، حيث شارك طوالها في 230 مباراة سجل خلالها 44 هدفًا. لينتقل بعدها إلى نادي أوردينغن 05 في موسم 1979–80 ولمدة موسمين، مشاركًا في 59 مباراة سجل خلالها 3 أهداف.

## روابط خارجية
- سيغفريد هيلت على موقع الاتحاد الدولي (مؤرشف)  (الإنجليزية)
- سيغفريد هيلت على موقع قاعدة بيانات كرة القدم.إي يو (الإنجليزية)
- سيغفريد هيلت على موقع بيانات كرة القدم. دي إي (الألمانية)
- سيغفريد هيلت على موقع ناشيونال فوتبول تيمز (الإنجليزية)
- سيغفريد هيلت على موقع Soccerway.com (الإنجليزية)
- سيغفريد هيلت على موقع عالم كرة القدم.نت (الإنجليزية)